# Rdio
Rdio était un service américain de musique en ligne de type musique à la demande en streaming par abonnement mensuel. Lancé le 3 août 2010 aux États-Unis et au Canada, Rdio interrompt mondialement son service le 22 décembre 2015 à la suite de son rachat par le service de webradio Pandora.

## Histoire
Rdio a été lancé simultanément aux États-Unis et au Canada le 3 août 2010 par Niklas Zennström et Janus Friis, par ailleurs également fondateurs des services KaZaA et Skype. 
Dans un communiqué officiel publié le 16 novembre 2015, le service de webradio Pandora annonce le rachat de Rdio pour 75 millions de dollars. Dans un article publié le 18 décembre 2015 sur son blog officiel, Rdio annonce l’interruption de son service à l'échelle mondiale le 22 décembre 2015. 
La valorisation maximale de Rdio s'est établie à plus de 500 millions de dollars.

## Offres

### Contenu
Le catalogue proposé par Rdio a évolué significativement durant l'existence du service, passant de 15 millions de titres musicaux disponibles à l'écoute lors de son lancement en France en mai 2012, à plus de 30 millions de titres musicaux disponibles à l'écoute à sa fermeture en novembre 2015. 
Rdio était accessible, aussi bien par applications OS X et Windows, qu'en version web ou mobile (iOS, Android, BlackBerry, Windows Phone), ainsi qu'au travers des lecteurs multimédias de Roku et Sonos.
À l'instar de ses concurrents, Rdio présentait des fonctions sociales, de découverte musicale et de recommandation. Le service proposé par la société se distinguait cependant de ses concurrents par de multiples stations, paramétrables par l'utilisateur, permettant une écoute musicale ininterrompue. À la fermeture du service, ces stations étaient accessibles gratuitement, avec de la publicité, pour l'ensemble des utilisateurs.

### Abonnements
Lors de son lancement en France en mai 2012, Rdio propose, à la suite d'une période d'essai gratuite de 7 jours, l'accès à l'ensemble de sa bibliothèque musicale au travers de deux abonnements distincts :
- « Web » : musique à la demande depuis un navigateur web ou un logiciel Windows ou OS X pour 5 euros par mois ;
- « Unlimited » : le contenu de l'offre « web » auquel s'ajoute la diffusion et la synchronisation hors ligne depuis les smartphones, tablettes ou autres dispositifs compatibles pour 10 euros par mois[6].

En février 2013, Rdio étend sa période d'essai gratuite et sans publicité à 6 mois. Le nombre d'écoutes mensuelles, hors applications mobiles, est cependant limité, sans toutefois être chiffré. 
En mai 2015, la société lance une nouvelle formule d'abonnement, intitulée « Rdio Select », proposée au tarif de 3,99 dollars par mois. Uniquement disponible aux États-Unis, au Canada, en Australie, en Nouvelle-Zélande, en Inde et en Afrique du Sud, cet abonnement permet, sur mobiles, un accès illimité et sans publicité aux radios personnalisées. Les publicités restent cependant présentes sur le service Web. Cette formule d'abonnement accorde également à l'utilisateur l'écoute et le téléchargement de 25 titres musicaux de son choix sur mobile. Elle permet en outre la modification de ces chansons dans la limite de 25 changements par jour.
En France, en juillet 2015, l'offre proposée par Rdio se résume à l'abonnement « Unlimited » proposé au tarif de 9,99 euros par mois, assorti d'une option au tarif réduit de 5 euros par mois pour les autres abonnements souscrits par une même famille.

## Disponibilité
Uniquement disponible aux États-Unis et au Canada lors de son lancement le 3 août 2010, Rdio s'est ensuite progressivement étendu à l'Europe et à l'Océanie. Le service était ainsi disponible, au printemps 2012, dans 15 pays, à savoir les États-Unis, le Canada, le Brésil, l'Australie, la Nouvelle-Zélande, le Royaume-Uni, la France, l'Allemagne, l'Espagne, le Portugal, le Danemark, l'Estonie, la Finlande, la Suède, les Pays-Bas et la Belgique. À sa fermeture en décembre 2015, Rdio était présent dans 100 pays à travers le monde.

## Programme de rémunération des artistes
En novembre 2012, Rdio inaugure un programme permettant aux artistes de tirer des revenus du partage de leur musique et de leurs recommandations musicales avec les utilisateurs de la plateforme. Intitulé « Rdio Artist », ce programme était disponible, à son lancement, dans 14 pays.
Les avantages offerts aux artistes par ce programme sont les suivants :
- gain de 10 dollars pour chaque nouvel abonné apporté au service (pour au moins un mois) ;
- des statistiques de recommandations en temps réel sur les visiteurs et les abonnés ;
- des options de personnalisation pour leur page d’artiste Rdio ;
- des outils pour la création de liens traçables et l’ajout de lecteurs intégrés pour tout contenu musical de Rdio ;
- l’accès à des conseils, à des documents d’aide et à l’assistance Rdio[12].